# Schloss Tillysburg

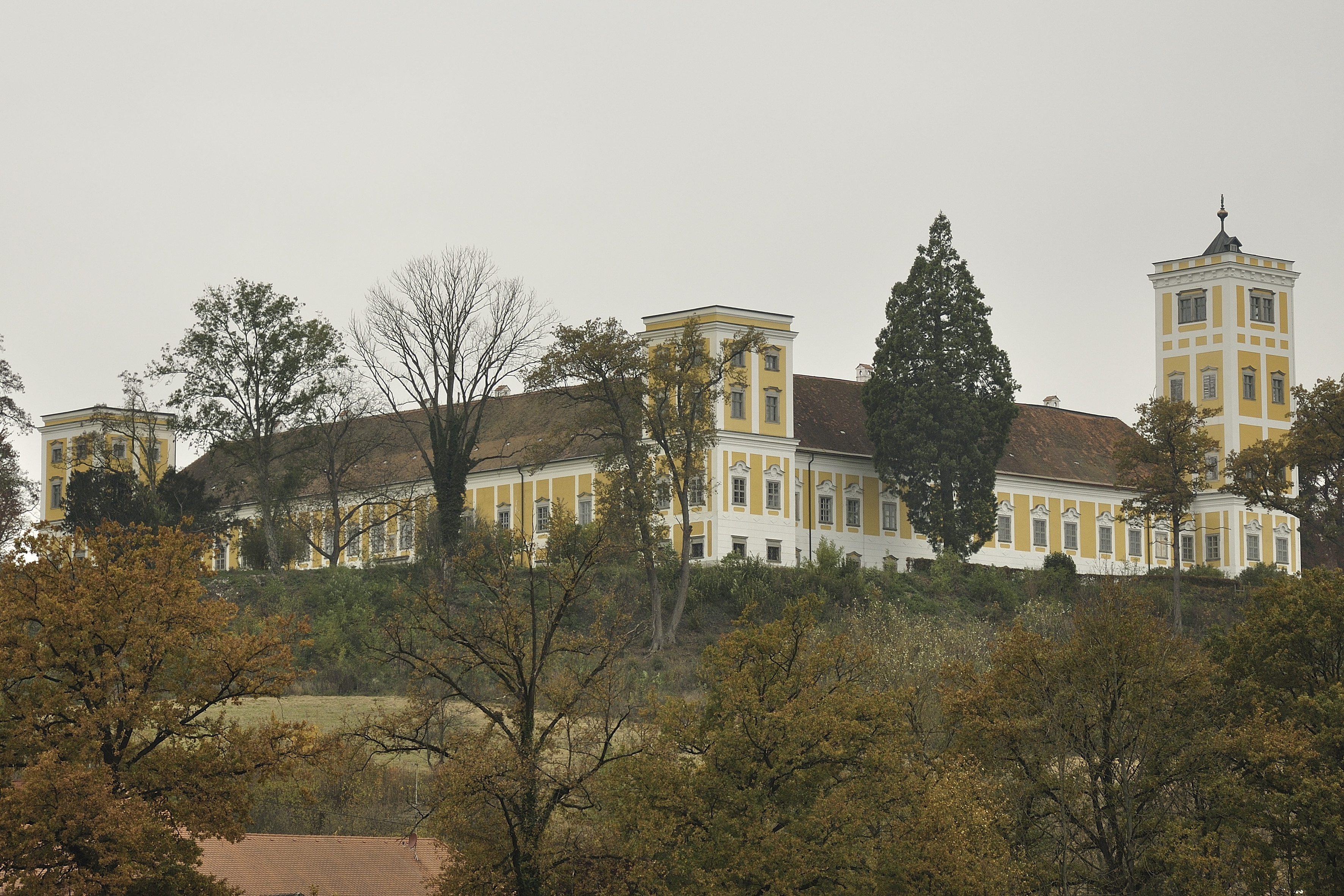
Schloss Tillysburg

Das Schloss Tillysburg befindet sich im gleichnamigen Ort Tillysburg der Gemeinde St. Florian im Bezirk Linz-Land, etwa 2,5 km westlich von Volkersdorf.

## Geschichte
Der Vorgängerbau von Schloss Tillysburg war die Stammburg der Herren von Gleink bzw. der Volkenstorfer. Die Herren von Gleink („Glunich“) hatten auf ihrem gleichnamigen Stammsitz um 1120 das Benediktinerstift Gleink errichtet und bauten sich danach die Burg Volkenstorf. Nach 1151 nannten sie sich nach dieser Burg „Volkenstorfer“. Die Volkersdorfer waren eines der ältesten Geschlechter Oberösterreichs und könnten damit zu den sogenannten Apostelgeschlechtern gezählt werden. In der Folge spaltete sich die Familie in drei Linien, von denen eine in Volkenstorf sesshaft war, eines auf Burg Kreuzen (1282–1489) und eines in Neuhofen-Gschwendt (1223–1312). Die Volkersdorfer besaßen das Landgericht mit dem Blutbann zwischen Traun und Enns von dem Landesfürsten zum Lehen.
Ortlof von Volkenstorf erstach im Refektorium von Stift St. Florian 1256 den Schreiber von Enns, den Rosenberger Witiko von Prčice und Blankenberg. Daraufhin wurde er von König Ottokar seiner Lehen für verlustig erklärt, und die Burg wurde geschleift. Dessen Sohn Heinrich Volkensdorf gelang es aber wieder, in den Besitz des Lehens zu gelangen. 1282 stellte er dem Landesverweser Herzog Albrecht I. einen Revers aus, in welchem er versprach, von seiner neuen Burg Volkenstorf („castrum meum Volchnsdorf, quod destructum fuerat“) niemanden, weder geistlichen noch weltlichen Standes „zu beschweren“. Auch nach einem Brand von 1558 wurde die Burg wieder aufgebaut.

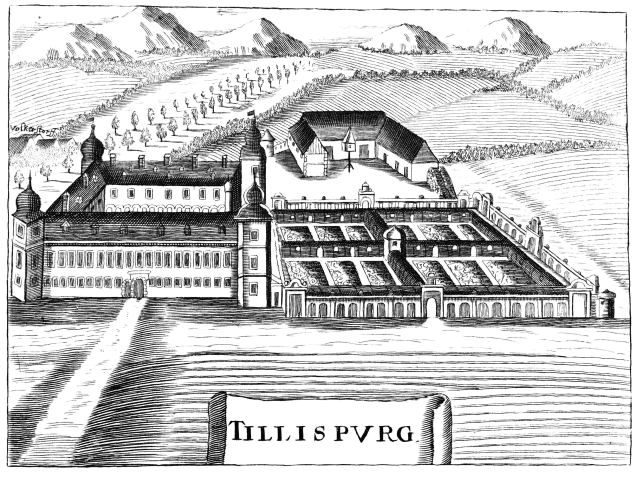
Tillysburg nach einem Stich von Georg Matthäus Vischer von 1674

1616 starb dieses Geschlecht mit Wolf Wilhelm II. von Volkersstorff im Mannesstamm aus. In seinem Testament errichtete er aus den Herrschaften Volkensdorf, Weissenberg, Stein und Reichersdorf einen Fideikommiss. Wolf Wilhelm war von 1610 bis zu seinem Tode Landeshauptmann von Österreich ob der Enns, aber auch Protestant. Nach seinem Tod kamen seine Besitzungen an seine Ehefrau Katharina, die als Protestantin nach der Schlacht am Weißen Berg von 1620, die für den katholischen Habsburger siegreich ausgefallen war, zuerst nach Regensburg und dann nach Nürnberg emigrieren musste. Von dieser kaufte 1629/1630 Graf Werner t‘Serklaes von Tilly, ein Neffe des Feldherrn Johann t’Serclaes von Tilly, den Besitz. Er ließ die frühere Burg Volkenstorf abbrechen und zwischen 1633 und 1645 unter Verwendung des Abbruchmaterials das neue Schloss Tillysburg errichten. 1720 wurde das Schloss durch Johann Michael Prunner umgestaltet. Die Tillys auf Tillysburg starben mit Ferdinand Lorenz 1724 aus. Erbin wurde dessen Schwester, verehelichte Gräfin Montfort. 1730 verkaufte diese die Tillysburg mitsamt den Herrschaften Volkerstorff und Stein an den schlecht wirtschaftenden Freiherrn Johann Josef Clemens Anton von Weichs. Aus der Konkursmasse erwarb Ludovika von Weichs 1755 die Herrschaften Tillysburg und Stein. 1764 veräußerte sie Schloss und Grund an das Stift St. Florian. Während der Franzosenkriege (1809) diente das Schloss als Feldspital.
1841 erwarb Graf Karl O’Hegerty das Schloss und den Grundbesitz (aber ohne das Landgericht); seine Gattin war die Gräfin Sternberg-Manderscheid. O’Hegerty war zuvor Marstallmeister am französischen Hof gewesen; aufgrund dieses Hintergrundes richtete er Stallungen für etwa 40 Pferde ein und begann eine Pferdezucht, die u. a. die Ennser Kaserne mit Kavallerierössern versorgte. Der Pferdestall wurde bei der letzten Renovierung in der Ausstattung von 1849 rekonstruiert. Anton Bruckner gab während seiner Schullehrer-Zeit in St. Florian (1845–1855) den Kindern des Grafen Klavierunterricht und vermutlich auch Unterricht in anderen Fächern. Die Grafentochter Ida O’Hegerty heiratete 1883 den Grafen Franz von Eltz. 1897 folgten Graf August und Margarete von Eltz; mehr als 100 Jahre bewirtschaftete diese Familie das Schloss und die zugehörige Landwirtschaft. Durch Plünderungen und die Einquartierung von Flüchtlingen in der Zeit des Zweiten Weltkrieges hatte das Gebäude stark zu leiden.
1988 verkaufte Heinrich Graf von Eltz das Schloss an Georg Spiegelfeld-Schneeburg, der für die Renovierung und Revitalisierung des Schlosses sorgte.

## Schloss Tillysburg heute
Das Schloss ist ein Vierflügelbau mit quadratischen Ecktürmen um einen rechteckigen Innenhof. Es ist ein Bau, typisch für den Übergang zwischen Renaissance und Barock. Der linke, parkseitige Eckturm ragt weit über den Dachfirst, während die drei anderen das Dach nur mit einem Stockwerk überragen. Sie haben Flachdächer. Denn die ehemaligen Türme wurden Ende des 19. Jahrhunderts teilweise abgetragen und ihrer Zwiebeltürme beraubt. Diese ungewöhnliche heutige Gestaltung hat im Volksmund zu der Bezeichnung der Burg „als die um'kehrte Bettstatt“ geführt. Der Innenhof wird vollständig von den vier Trakten umfangen, die ebenerdig mit Lauben mit 36 imposanten Granitsäulen ausgestattet sind. Der Ostflügel besitzt ein barockes Stiegenhaus, das in der zweiten Hälfte des 18. Jahrhunderts eingebaut wurde und eine genaue Nachbildung des Stiegenhauses von Jakob Prandtauer im Stift St. Florian ist. Die Hoffassaden haben reichen Stuckdekor. Von Norden und von Süden ist der Hof durch barocke Torbauten mit Fußgängerpforten zugänglich. An der Nordfassade des Hofes gibt es eine gemalte Sonnenuhr, gerahmt von den Wappen der Besitzerfamilien.
Die Räume im Inneren sind mit reichen Stuckdecken mit figürlichen Flachreliefs von 1736, die Türen mit Intarsien ausgestattet. Im Westflügel des Schlosses befindet sich eine barocke Kapelle mit einem Tonnengewölbe aus der Erbauungszeit; der Hochaltar stammt aus der Zeit um 1635.
In den Gartenanlagen vor dem Schlosseingang stehen Steinfiguren, welche die vier Jahreszeiten darstellen.
Südlich des Schlosses befindet sich das ehemalige, kürzlich renovierte Gerichtsgebäude. In dessen vollständig erhaltenen Kerkerzellen mussten vor allem Protestanten auf ihren Prozess bzw. ihre Landesverweisung warten. In der Gerichtsschreiberstube sind mehrlagige Graffiti erhalten, deren Lagen aus unterschiedlichen Entstehungszeiten (17. bis 19. Jahrhundert) stammen und in ihrer Art historisch einmalig sind. Dieses Gebäude befindet sich in Privatbesitz und kann nicht besichtigt werden.

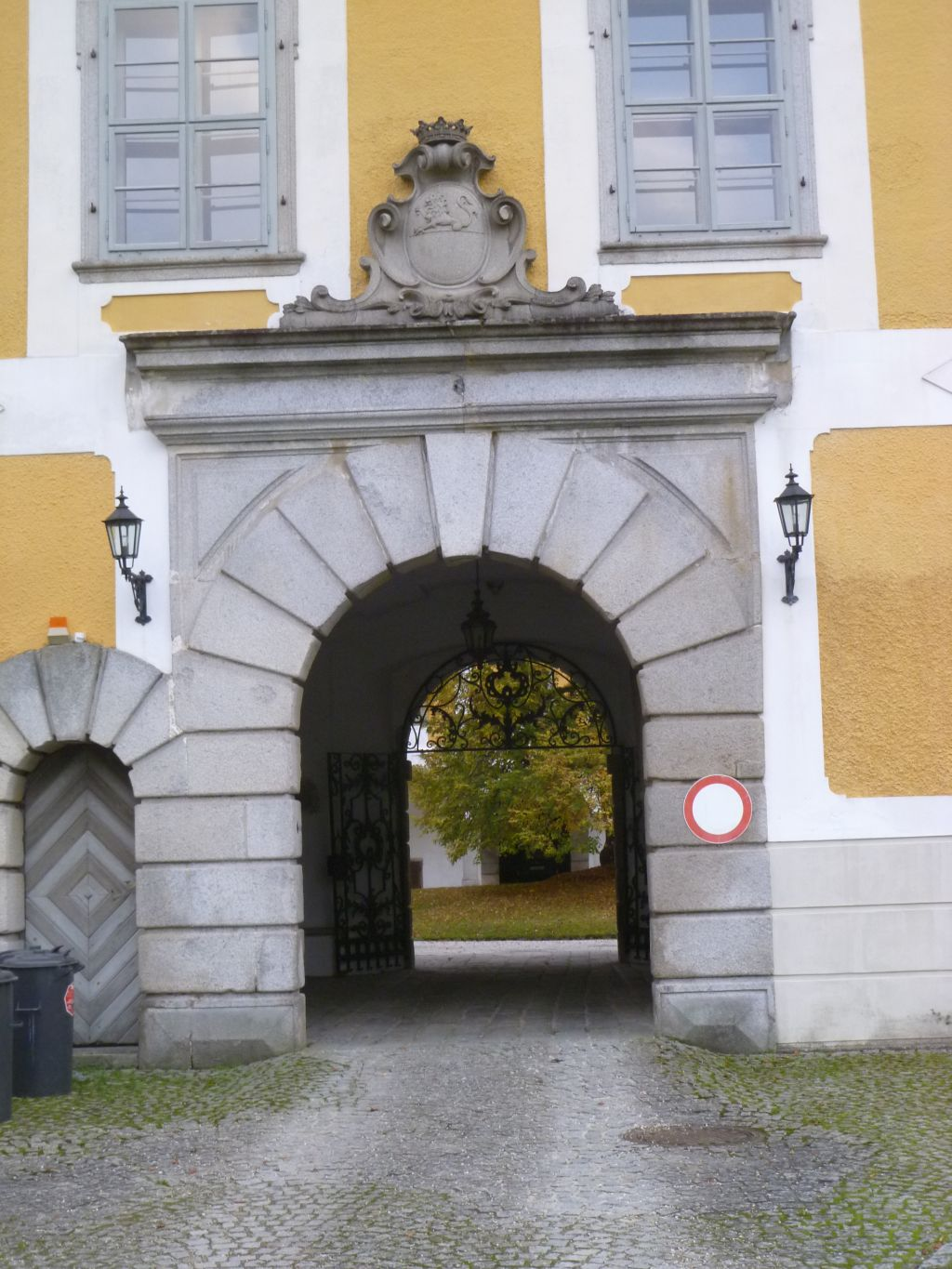
Eingangsportal
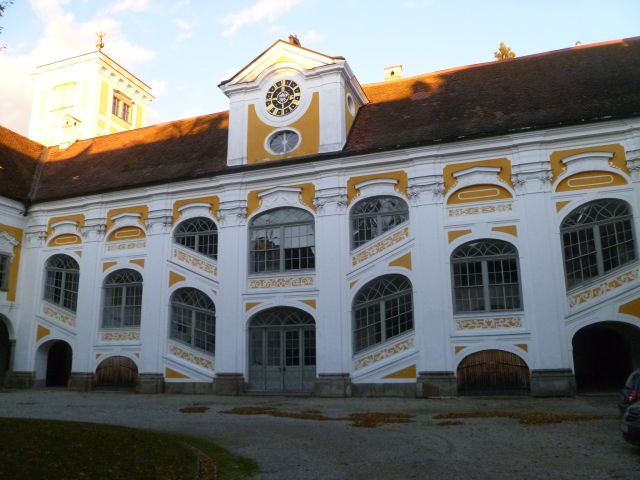
Ostseitiges Stiegenhaus
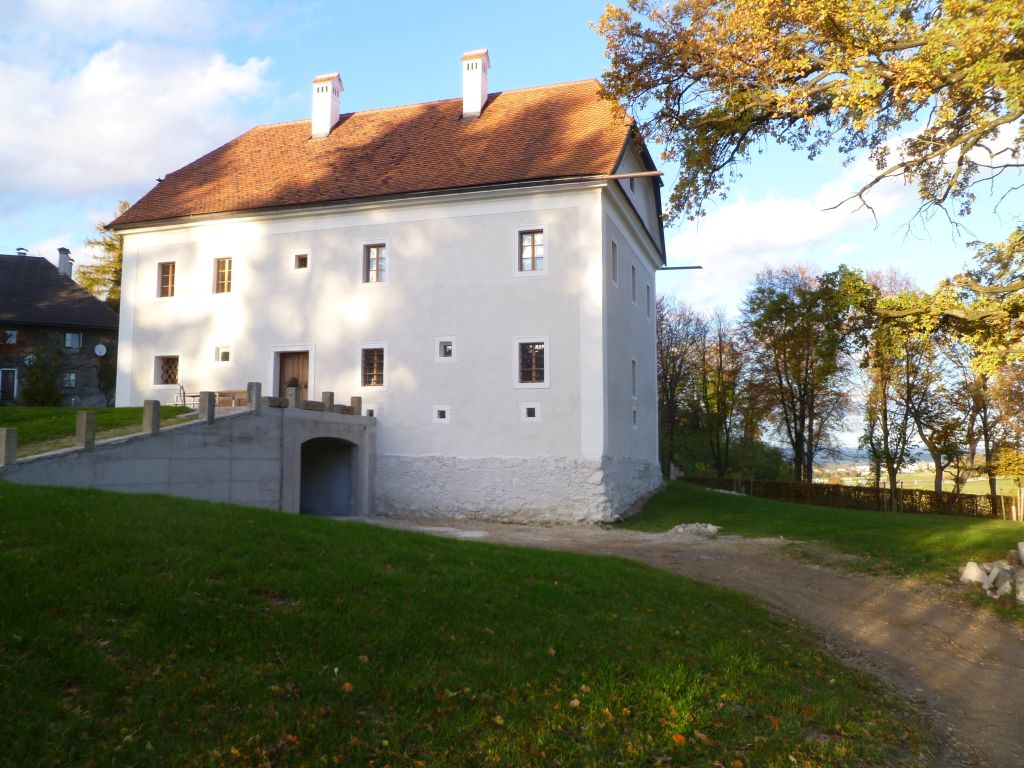
Gerichtsgebäude
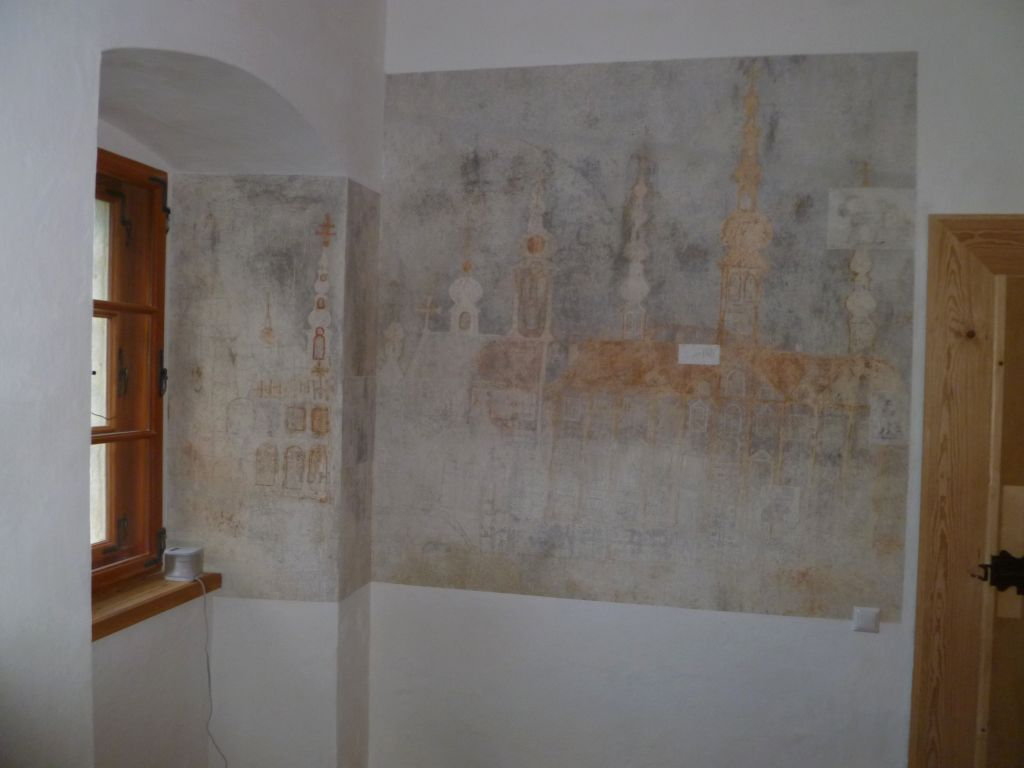
Graffiti in der Gerichtsschreiberstube
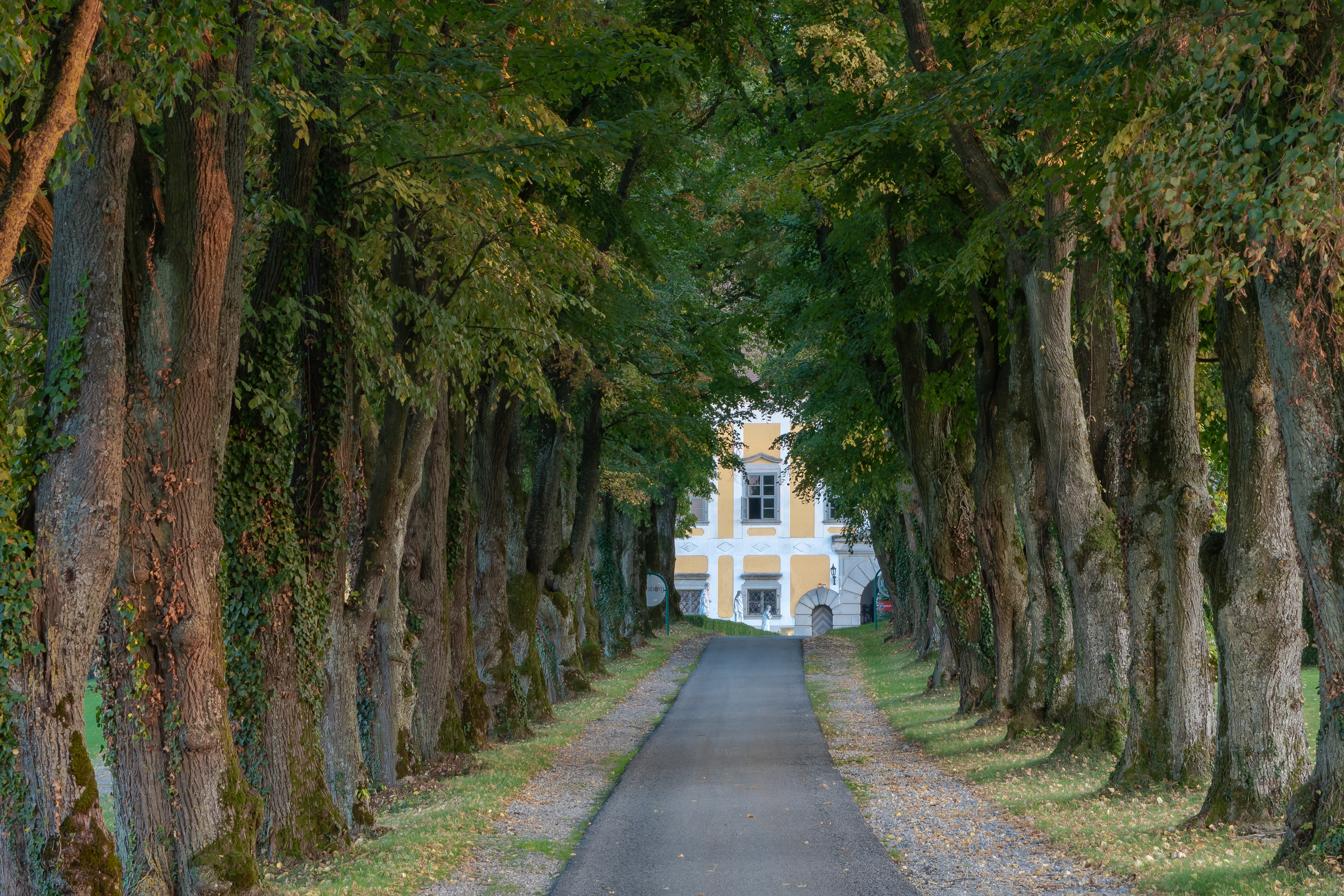
Zufahrtsstraße mit Lindenallee
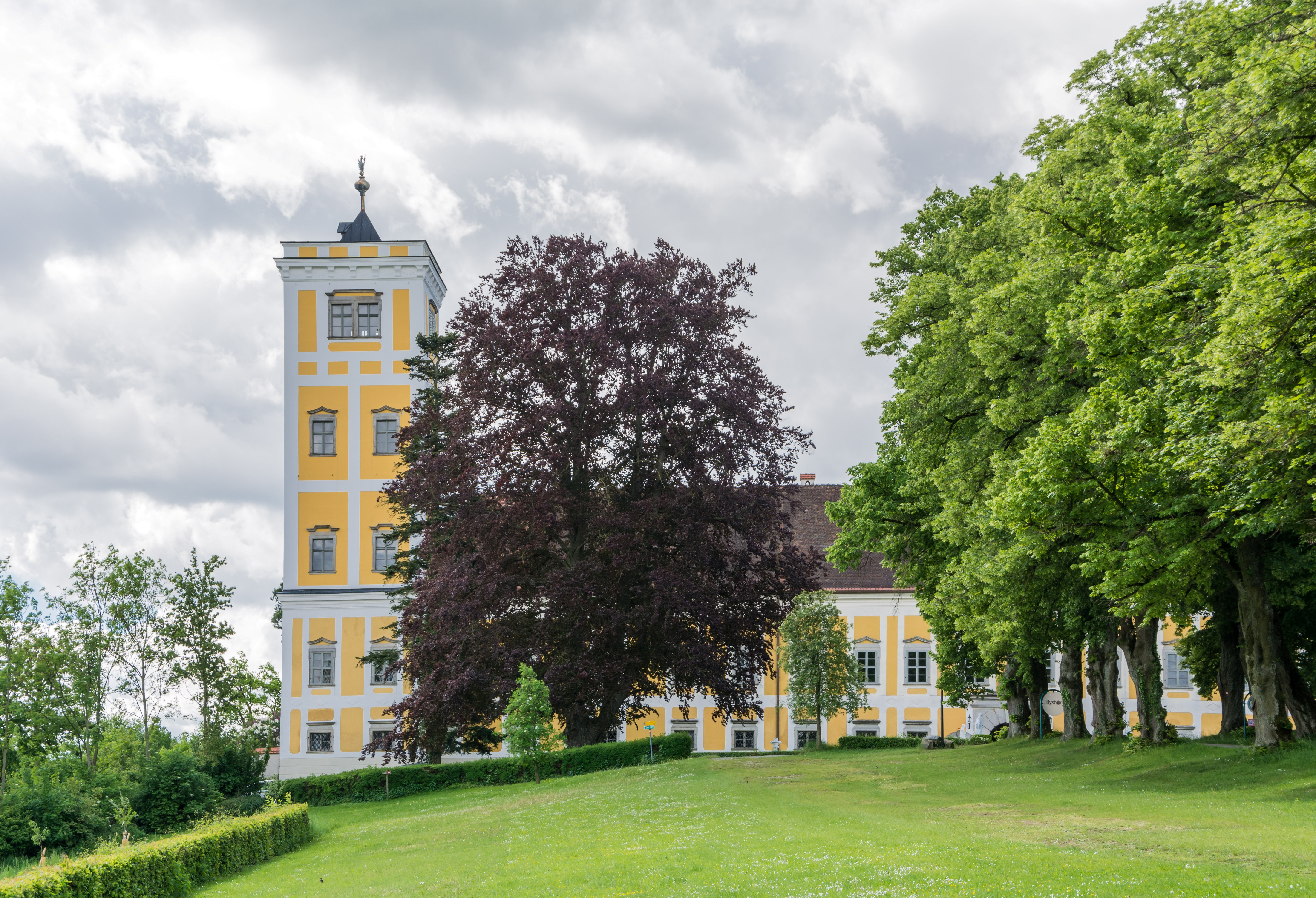
Blutbuche vor dem Schloss (Naturdenkmal 582, Oberösterreich)
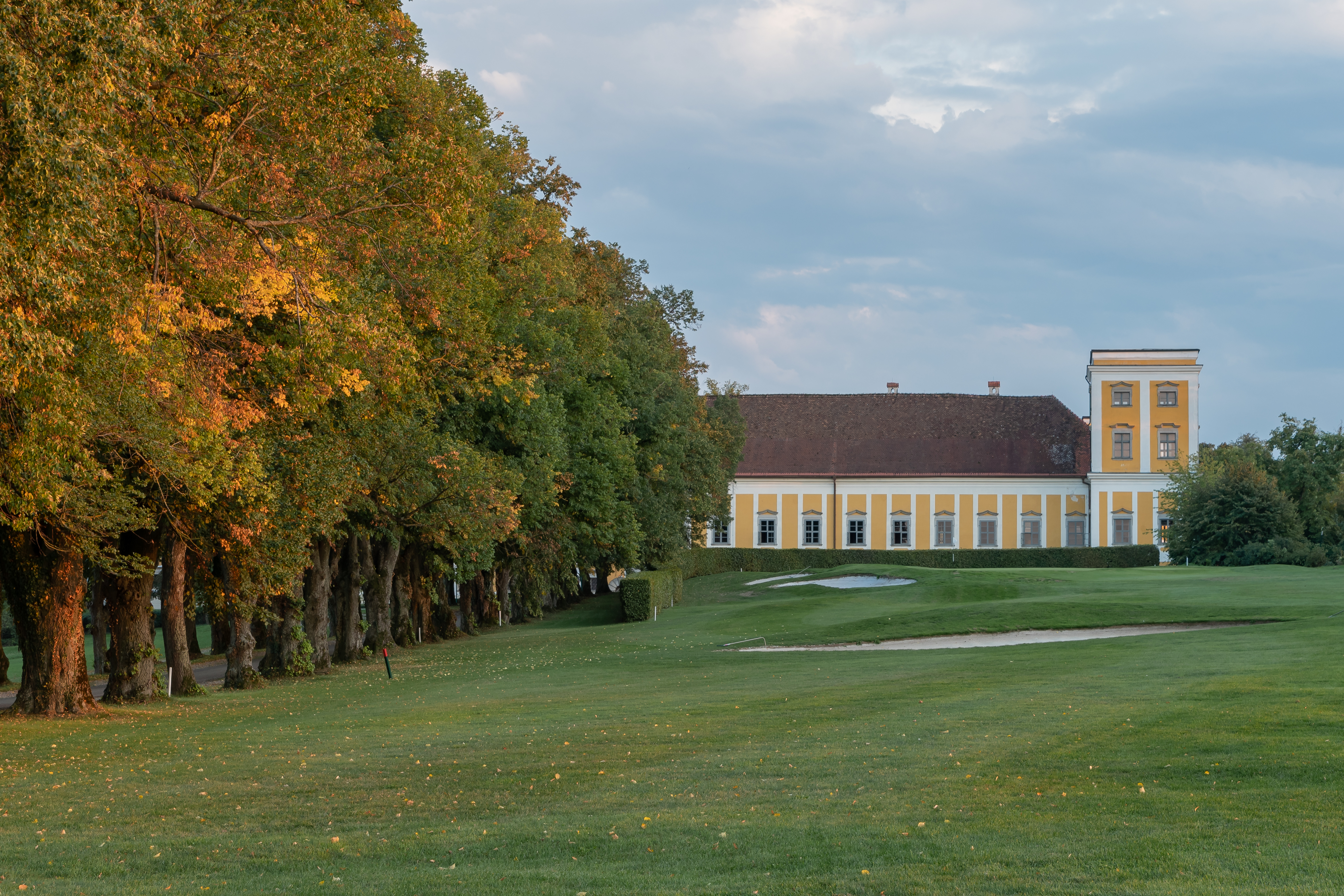
Golfplatz im Schlossgarten

Im Areal des ehemaligen Schlossgartens ist seit 1973 der Golfclub Linz St. Florian untergebracht, der dort eine 18-Loch-Anlage betreibt.
Das Schloss ist in Privatbesitz; Teile davon sind an verschiedene Nutzer vermietet. Durch kulturelle Veranstaltungen (Konzerte, Literaturabende, Seminare, Ausstellungen, besondere Feste) sind Teile des Schlosses für Veranstaltungen öffentlich zugänglich. Eine Führung in den großen Nordturm ist nach Voranmeldung möglich. Im Übrigen ist das Schloss nur von außen zu besichtigen.